# Puğkaracadağ, Mersin
Puğkaracadağ là một xã thuộc thành phố Mersin, tỉnh Mersin, Thổ Nhĩ Kỳ. Dân số thời điểm năm 2011 là 712 người.